# Liste des communes d'Espagne les moins denses
Ce classement par ordre croissant de densité des communes d'Espagne, établi à partir des dernières données disponibles de l'INE, se limite aux communes dont la densité est inférieure ou égale à 1 hab/km2.
| Rang | Communauté autonome          | Province    | Commune                   | Population (2021) | Superficie (en hectares) | Densité en hab/km2 |
| ---- | ---------------------------- | ----------- | ------------------------- | ----------------- | ------------------------ | ------------------ |
| 1    | Castille-et-León             | Soria       | Valdeprado                | 6                 | 3 192                    | 0,19               |
| 2    | Castille-et-León             | Soria       | Quiñonería                | 8                 | 3 847                    | 0,21               |
| 3    | Castille-La Manche           | Guadalajara | Chequilla                 | 4                 | 1 530                    | 0,26               |
| 4    | Castille-La Manche           | Guadalajara | El Cardoso de la Sierra   | 56                | 18 687                   | 0,30               |
| 5    | Castille-et-León             | Soria       | Maján                     | 9                 | 3 039                    | 0,30               |
| 6    | Castille-La Manche           | Guadalajara | Castilnuevo               | 6                 | 1 954                    | 0,31               |
| 7    | Castille-La Manche           | Guadalajara | Valtablado del Río        | 8                 | 2 521                    | 0,32               |
| 8    | Castille-La Manche           | Guadalajara | Arbeteta                  | 20                | 6 300                    | 0,32               |
| 9    | Castille-La Manche           | Tolède      | Illán de Vacas            | 3                 | 915                      | 0,33               |
| 10   | Castille-et-León             | Soria       | Herrera de Soria          | 9                 | 2 607                    | 0,35               |
| 11   | Castille-La Manche           | Guadalajara | Tortuero                  | 17                | 4 686                    | 0,36               |
| 12   | Castille-et-León             | Soria       | Villanueva de Gormaz      | 8                 | 2 143                    | 0,37               |
| 13   | Aragon                       | Huesca      | Viacamp y Litera          | 41                | 10 770                   | 0,38               |
| 14   | Castille-et-León             | Soria       | Barcones                  | 21                | 5 542                    | 0,38               |
| 15   | Castille-La Manche           | Guadalajara | Angón                     | 8                 | 2 041                    | 0,39               |
| 16   | La Rioja                     | Sans objet. | Villarroya                | 5                 | 1 177                    | 0,42               |
| 17   | Castille-La Manche           | Guadalajara | Pinilla de Molina         | 10                | 2 318                    | 0,43               |
| 18   | Castille-La Manche           | Cuenca      | Vindel                    | 11                | 2 518                    | 0,44               |
| 19   | La Rioja                     | Sans objet. | Villavelayo               | 39                | 8 907                    | 0,44               |
| 20   | Castille-La Manche           | Cuenca      | Arandilla del Arroyo      | 7                 | 1 570                    | 0,45               |
| 21   | Castille-La Manche           | Guadalajara | Torremochuela             | 8                 | 1 782                    | 0,45               |
| 22   | Castille-La Manche           | Guadalajara | Congostrina               | 12                | 2 604                    | 0,46               |
| 23   | Aragon                       | Teruel      | Obón                      | 32                | 6 840                    | 0,47               |
| 24   | Castille-et-León             | Soria       | La Riba de Escalote       | 11                | 2 344                    | 0,47               |
| 25   | Castille-La Manche           | Cuenca      | La Cierva                 | 34                | 7 148                    | 0,48               |
| 26   | Aragon                       | Saragosse   | Los Pintanos              | 38                | 7 964                    | 0,48               |
| 27   | Castille-La Manche           | Guadalajara | Peralveche                | 40                | 8 131                    | 0,49               |
| 28   | Castille-La Manche           | Guadalajara | Fuembellida               | 13                | 2 605                    | 0,50               |
| 29   | Castille-La Manche           | Guadalajara | Torrecuadrada de Molina   | 18                | 3 580                    | 0,50               |
| 30   | Aragon                       | Saragosse   | Bagüés                    | 16                | 3 064                    | 0,52               |
| 31   | Castille-La Manche           | Cuenca      | Solera de Gabaldón        | 27                | 5 035                    | 0,54               |
| 32   | Castille-La Manche           | Guadalajara | Taravilla                 | 33                | 6 068                    | 0,54               |
| 33   | Castille-La Manche           | Cuenca      | Zafrilla                  | 57                | 10 619                   | 0,54               |
| 34   | Castille-La Manche           | Cuenca      | La Parra de las Vegas     | 33                | 6 151                    | 0,54               |
| 35   | Aragon                       | Huesca      | Fanlo                     | 103               | 18 710                   | 0,55               |
| 36   | Castille-La Manche           | Cuenca      | Valsalobre                | 21                | 3 808                    | 0,55               |
| 37   | Aragon                       | Teruel      | Rubielos de la Cérida     | 37                | 6 690                    | 0,55               |
| 38   | Castille-La Manche           | Guadalajara | Establés                  | 29                | 5 227                    | 0,55               |
| 39   | Castille-La Manche           | Guadalajara | Ocentejo                  | 17                | 3 095                    | 0,55               |
| 40   | Castille-La Manche           | Cuenca      | Algarra                   | 24                | 4 191                    | 0,55               |
| 41   | Castille-La Manche           | Guadalajara | Mazarete                  | 31                | 5 617                    | 0,55               |
| 42   | Castille-La Manche           | Guadalajara | Zaorejas                  | 104               | 18 914                   | 0,55               |
| 43   | Castille-La Manche           | Guadalajara | Traíd                     | 27                | 4 785                    | 0,56               |
| 44   | Aragon                       | Teruel      | Bádenas                   | 18                | 3 131                    | 0,57               |
| 45   | Castille-et-León             | Burgos      | Jaramillo Quemado         | 10                | 1 745                    | 0,57               |
| 46   | Castille-La Manche           | Cuenca      | Yémeda                    | 17                | 2 908                    | 0,58               |
| 47   | Castille-La Manche           | Guadalajara | Terzaga                   | 20                | 3 381                    | 0,59               |
| 48   | Aragon                       | Teruel      | Almohaja                  | 14                | 2 355                    | 0,59               |
| 49   | Castille-et-León             | Soria       | Alcubilla de las Peñas    | 51                | 8 606                    | 0,60               |
| 50   | Castille-La Manche           | Cuenca      | Fresneda de Altarejos     | 37                | 5 960                    | 0,62               |
| 51   | Castille-La Manche           | Guadalajara | Estriégana                | 10                | 1 619                    | 0,62               |
| 52   | Castille-et-León             | Soria       | Rello                     | 15                | 2 439                    | 0,62               |
| 53   | Castille-et-León             | Valladolid  | Aguasal                   | 17                | 2 695                    | 0,63               |
| 54   | Castille-La Manche           | Cuenca      | San Martín de Boniches    | 45                | 6 977                    | 0,64               |
| 55   | La Rioja                     | Sans objet. | Mansilla de la Sierra     | 54                | 8 476                    | 0,64               |
| 56   | Castille-et-León             | Soria       | Suellacabras              | 25                | 3 919                    | 0,64               |
| 57   | Aragon                       | Teruel      | Salcedillo                | 11                | 1 689                    | 0,65               |
| 58   | Castille-La Manche           | Guadalajara | Monasterio                | 14                | 2 147                    | 0,65               |
| 59   | Castille-et-León             | Soria       | Fuentecambrón             | 32                | 4 864                    | 0,66               |
| 60   | Aragon                       | Teruel      | Abejuela                  | 57                | 8 667                    | 0,66               |
| 62   | Castille-La Manche           | Guadalajara | Anquela del Pedregal      | 26                | 3 823                    | 0,68               |
| 62   | Aragon                       | Teruel      | Torre de las Arcas        | 25                | 3 687                    | 0,68               |
| 63   | Castille-et-León             | Salamanque  | Garcirrey                 | 58                | 8 425                    | 0,69               |
| 64   | Castille-et-León             | Soria       | Caltojar                  | 57                | 8 436                    | 0,70               |
| 65   | Aragon                       | Teruel      | Segura de los Baños       | 38                | 5 415                    | 0,70               |
| 66   | Castille-La Manche           | Guadalajara | Bañuelos                  | 13                | 1 861                    | 0,70               |
| 67   | La Rioja                     | Sans objet. | Cellorigo                 | 10                | 1 243                    | 0,70               |
| 68   | Castille-et-León             | Soria       | Alentisque                | 26                | 3 497                    | 0,70               |
| 69   | Communauté forale de Navarre | Sans objet. | Castillonuevo             | 18                | 2 634                    | 0,70               |
| 70   | Aragon                       | Teruel      | Alpeñés                   | 20                | 2 862                    | 0,70               |
| 71   | La Rioja                     | Sans objet. | Zarzosa                   | 13                | 1 829                    | 0,71               |
| 72   | Castille-La Manche           | Guadalajara | Armallones                | 55                | 7 775                    | 0,71               |
| 73   | La Rioja                     | Sans objet. | Robres del Castillo       | 26                | 3 588                    | 0,72               |
| 74   | La Rioja                     | Sans objet. | Valdemadera               | 10                | 1 393                    | 0,72               |
| 75   | Communauté valencienne       | Castellón   | Castell de Cabres         | 22                | 3 070                    | 0,72               |
| 76   | Castille-La Manche           | Guadalajara | Semillas                  | 36                | 4 991                    | 0,72               |
| 77   | Aragon                       | Saragosse   | Longás                    | 36                | 4 923                    | 0,73               |
| 78   | Castille-La Manche           | Guadalajara | Paredes de Sigüenza       | 24                | 3 295                    | 0,73               |
| 79   | Aragon                       | Huesca      | Fago                      | 21                | 2 880                    | 0,73               |
| 80   | Catalogne                    | Barcelone   | Gisclareny                | 27                | 3 606                    | 0,74               |
| 81   | Castille-et-León             | Soria       | Momblona                  | 17                | 2 291                    | 0,74               |
| 82   | Castille-La Manche           | Guadalajara | Baños de Tajo             | 21                | 2 828                    | 0,74               |
| 83   | Castille-La Manche           | Cuenca      | Paracuellos               | 91                | 12 348                   | 0,74               |
| 84   | Aragon                       | Saragosse   | Pozuel de Ariza           | 17                | 2 281                    | 0,75               |
| 85   | La Rioja                     | Sans objet. | Ventrosa                  | 55                | 7 293                    | 0,75               |
| 86   | Castille-La Manche           | Cuenca      | Casas de Garcimolina      | 29                | 3 869                    | 0,75               |
| 87   | Castille-La Manche           | Guadalajara | Torremocha del Pinar      | 38                | 5 047                    | 0,75               |
| 88   | Castille-et-León             | Soria       | Carrascosa de Abajo       | 18                | 2 355                    | 0,76               |
| 89   | Castille-La Manche           | Guadalajara | La Miñosa                 | 34                | 4 400                    | 0,77               |
| 90   | Castille-et-León             | Soria       | Caracena                  | 14                | 1 815                    | 0,77               |
| 91   | Castille-et-León             | Salamanque  | Gejuelo del Barro         | 34                | 4 333                    | 0,78               |
| 92   | Castille-La Manche           | Guadalajara | Rueda de la Sierra        | 40                | 5 101                    | 0,78               |
| 93   | Aragon                       | Teruel      | Aguatón                   | 17                | 2 164                    | 0,79               |
| 94   | Castille-La Manche           | Cuenca      | Valdemorillo de la Sierra | 56                | 7 027                    | 0,80               |
| 95   | Castille-La Manche           | Guadalajara | Torrubia                  | 23                | 2 818                    | 0,82               |
| 96   | Castille-La Manche           | Guadalajara | El Recuenco               | 62                | 7 518                    | 0,82               |
| 97   | Castille-La Manche           | Guadalajara | Condemios de Abajo        | 10                | 1 207                    | 0,83               |
| 98   | Castille-La Manche           | Cuenca      | Alcantud                  | 48                | 5 763                    | 0,83               |
| 99   | Castille-La Manche           | Cuenca      | Abia de la Obispalía      | 57                | 6 801                    | 0,84               |
| 100  | Castille-et-León             | Ségovie     | Gallegos de Sobrinos      | 36                | 4 327                    | 0,84               |
| 101  | Castille-La Manche           | Cuenca      | Campillos-Sierra          | 32                | 3 803                    | 0,84               |
| 102  | Communauté valencienne       | Castellón   | Vallibona                 | 67                | 9 140                    | 0,84               |
| 103  | Communauté forale de Navarre | Sans objet. | Navajún                   | 10                | 1 638                    | 0,85               |
| 104  | Castille-et-León             | Soria       | Estepa de San Juan        | 9                 | 1 045                    | 0,86               |
| 105  | La Rioja                     | Sans objet. | Torre en Cameros          | 10                | 1 164                    | 0,86               |
| 106  | Castille-La Manche           | Guadalajara | Valhermoso                | 25                | 2 909                    | 0,86               |
| 107  | Castille-La Manche           | Cuenca      | Garaballa                 | 63                | 7 188                    | 0,88               |
| 108  | Castille-La Manche           | Guadalajara | Valdesotos                | 24                | 2 730                    | 0,88               |
| 109  | Castille-La Manche           | Cuenca      | Fuertescusa               | 57                | 6 410                    | 0,89               |
| 110  | Castille-La Manche           | Tolède      | Hontanar                  | 137               | 15 200                   | 0,90               |
| 111  | Castille-et-León             | Salamanque  | Pozos de Hinojo           | 53                | 5900                     | 0,90               |
| 112  | Castille-et-León             | León        | Castrillo de Cabrera      | 108               | 11 587                   | 0,90               |
| 113  | Castille-La Manche           | Cuenca      | Monteagudo de las Salinas | 119               | 13 085                   | 0,91               |
| 114  | Castille-La Manche           | Guadalajara | Hijes                     | 18                | 2 077                    | 0,91               |
| 115  | Castille-et-León             | Soria       | Beratón                   | 38                | 4 115                    | 0,92               |
| 116  | Aragon                       | Teruel      | Saldón                    | 26                | 2 837                    | 0,92               |
| 117  | Castille-La Manche           | Guadalajara | Cantalojas                | 146               | 15 920                   | 0,92               |
| 118  | Castille-et-León             | Soria       | Carabantes                | 15                | 1 631                    | 0,92               |
| 119  | Castille-La Manche           | Guadalajara | Negredo                   | 17                | 1 834                    | 0,93               |
| 120  | Castille-La Manche           | Cuenca      | Carrascosa                | 67                | 7 147                    | 0,94               |
| 121  | Castille-La Manche           | Cuenca      | Henarejos                 | 137               | 14 590                   | 0,94               |
| 122  | Castille-et-León             | Salamanque  | Espadaña                  | 38                | 3 945                    | 0,95               |
| 123  | Castille-La Manche           | Guadalajara | Torrecuadradilla          | 28                | 3 288                    | 0,95               |
| 124  | Castille-La Manche           | Guadalajara | Alcolea de las Peñas      | 16                | 1 666                    | 0,95               |
| 125  | La Rioja                     | Sans objet. | Viniegra de Arriba        | 37                | 3 846                    | 0,96               |
| 126  | Castille-La Manche           | Cuenca      | Castillejo-Sierra         | 29                | 3 027                    | 0,96               |
| 127  | Castille-et-León             | Soria       | Velilla de los Ajos       | 19                | 1 968                    | 0,97               |
| 128  | Castille-La Manche           | Cuenca      | Piqueras del Castillo     | 45                | 4 587                    | 0,98               |
| 129  | Aragon                       | Saragosse   | Balconchán                | 19                | 1 940                    | 0,98               |
| 130  | Aragon                       | Teruel      | Arcos de las Salinas      | 112               | 11 299                   | 0,99               |
| 131  | La Rioja                     | Sans objet. | Brieva de Cameros         | 46                | 4 615                    | 1,00               |